# Республіканська премія імені Тараса Шевченка — лауреати 1965 року
Республіканська премія імені Тараса Шевченка 1965 року

## Список лауреатів
| Лауреат        | Галузь                           | Обґрунтування                                                                                       |
| -------------- | -------------------------------- | --------------------------------------------------------------------------------------------------- |
| Микола Бажан   | Література                       | за поему «Політ крізь бурю».                                                                        |
| Ірина Вільде   | Література                       | за роман «Сестри Річинські».                                                                        |
| Павло Вірський | Концертно-виконавська діяльність | за створення концертної програми (1964 року) Державного заслуженого ансамблю танцю Української РСР. |

## Джерело
Лауреати Національної Премії України імені Тараса Шевченка 1962-2013 років. knpu.gov.ua. Архів оригіналу за 12 лютого 2020. Процитовано 12 лютого 2020.